# Eliseo Zerlin
Eliseo Zerlin (Cittadella, 21 settembre 1939) è un ex calciatore italiano, di ruolo ala sinistra.

## Biografia
È il fratello dell'ex calciatore Carlo Zerlin.

## Carriera
Ad inizio carriera ha collezionato complessivamente 24 presenze e 7 reti in Serie A con la maglia del Padova dal 1959 al 1961, realizzando una doppietta all'esordio il 23 novembre 1958 in trasferta contro la Spal, ed un'altra la domenica successiva in casa contro il Genoa. Ha quindi disputato due campionati di Serie B con Verona e (dopo una parentesi al Marzotto Valdagno) nuovamente Padova, per complessive 39 presenze e 8 reti, proseguendo la carriera in Serie C.
Nel 1959 ha disputato un incontro con la Nazionale Under-21 contro i pari età dell'Inghilterra